# Большое Шипилово
Большое Шипилово — село в Лысковском районе Нижегородской области России. Входит в состав Кириковского сельсовета.

## География
Село расположено на правобережье Волги, в 84,5 км к востоку от Нижнего Новгорода и в 8,5 км от Лысково. С севера к селу примыкает деревня Летнево. Другие ближайшие населённые пункты — Малое Шипилово, Ермолино, Монари. Недалеко от села протекает река Монарка (Мунарка), правый приток Сундовика.
Улицы села: Лесная и Озёрная.

## Население
| 2002 | 2010 |
| ---- | ---- |
| 11   | ↘9   |

## Инфраструктура
В Большом Шипилове более 20 домов, имеется таксофон.